# 俄罗斯布伊洛夫卡农村居民点
俄罗斯布伊洛夫卡农村居民点（俄语：Русско-Буйловское сельское поселение）是俄罗斯联邦沃罗涅日州巴甫洛夫斯克区所属的一个农村居民点。其下辖有3个居民点，行政中心为俄罗斯布伊洛夫卡。据2016年统计，该农村居民点的人口为2627人。